# Tom Seaver
Pour les articles homonymes, voir Seaver.
George Thomas Seaver, dit Tom Seaver (né le 17 novembre 1944 à Fresno (Californie) et mort le 31 août 2020 à Calistoga (Californie), de complications liées au Covid-19,, ainsi que de la maladie à corps de Lewy, est un lanceur américain de la Ligue majeure de baseball. 
Il a passé 20 ans dans les Ligues majeures, dont 13 saisons avec les Mets de New York et 6 saisons avec les Reds de Cincinnati. Ses 219 victoires avec les Mets représentent le meilleur total des Mets. Il fut la recrue de l'année en 1967 et a remporté le trophée Cy Young à trois reprises. Il fut élu au Temple de la renommée du baseball en 1992 avec 98,85 % des votes.

## Carrière

### Débuts de sa carrière
Tom Seaver a passé un an dans la Ligue internationale en 1966 avant d'être choisi pour les Mets comme lanceur partant en 1967. Lors de sa première saison, il a gagné 16 parties pour 13 perdues avec une moyenne de points mérités de 2,76. Il fut élu a l'équipe des étoiles où il a enregistré un sauvetage à la 15e manche. Il a gagné 16 parties pour 12 perdues en 1968. 1969 fut sa meilleure saison : 25 victoires pour 7 défaites, une moyenne de 2,21 et 208 retraits sur les prises. Il fut élu le vainqueur du trophée Cy Young et le sportif de l'année par le magazine Sports Illustrated. Le 22 avril 1970 Seaver a établi le record des Ligues majeures avec 10 retraits sur les prises d'affilée, et 19 pour toute la partie. Le second record fut dépassé par Roger Clemens qui avait 20 retraits sur les prises en 1986. De 1970 à 1976 Seaver a enregistré 20 victoires 4 fois, et une moyenne de 17,86 victoires par an en 7 saisons, et a gagné le trophée Cy Young à trois reprises (1969, 1973, 1975).

### Départ de New York

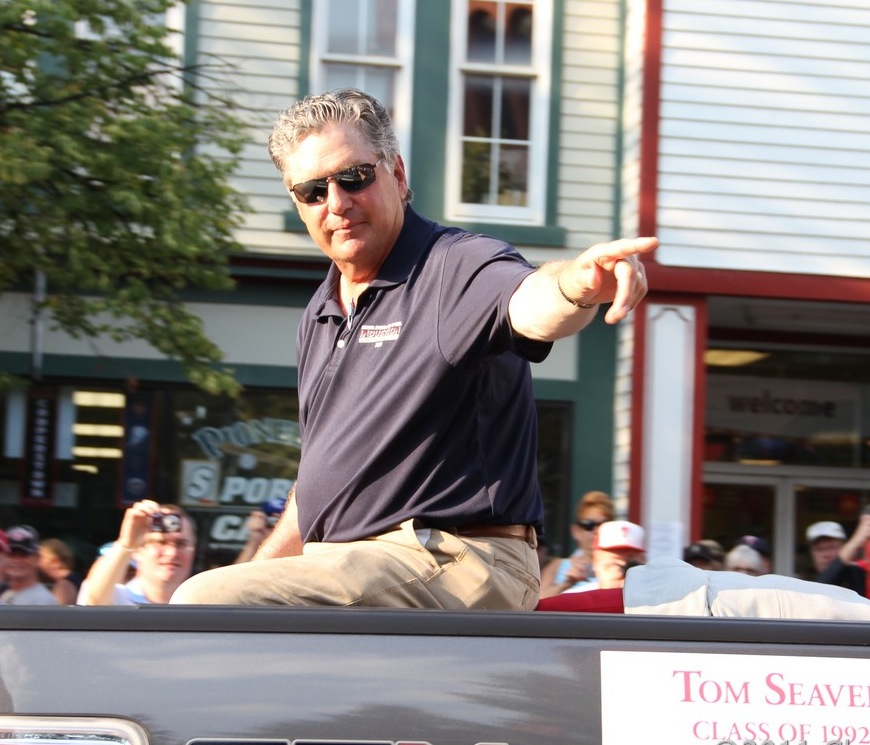
Tom Seaver en 2011.

Après 13 parties commencées en 1977 (7 victoires pour 3 défaites), Tom Seaver fut acquis par les Reds de Cincinnati à l'âge de 32 ans. Il a gagné 14 parties pour 3 défaites pour finir la saison avec 21 victoires. Il a gagné 76 parties pour 45 perdues avec ses 9 saisons avec les Reds. Le 16 juin, 1978 il a enregistré son seul no-hitter, 4 points à 0 contre les Cardinals de Saint-Louis. Il fut acquis de nouveau par les mets en 1983 et n'a gagné que 9 parties. La saison suivante, il fut acquis par les White Sox de Chicago pour la fin de sa carrière - 33 gagnées pour 28 perdues. Le 4 août 1985 il a gagné sa 300e partie. Ses dernières 16 parties furent avec les Red Sox de Boston, où il a enregistré sa 311e et dernière victoire en 1986 à l'âge de 41 ans.